# Laituan
Laituan (kinesiska: 濑湍镇, 濑湍) är en köping i Kina. Den ligger i den autonoma regionen Guangxi, i den södra delen av landet, omkring 93 kilometer sydväst om regionhuvudstaden Nanning. Antalet invånare är 19499. Befolkningen består av 8 965 kvinnor och 10 534 män. Barn under 15 år utgör 19,0 %, vuxna 15-64 år 70 %, och äldre över 65 år 9,0 %.
Genomsnittlig årsnederbörd är 2 176 millimeter. Den regnigaste månaden är augusti, med i genomsnitt 438 mm nederbörd, och den torraste är januari, med 30 mm nederbörd.